# Impact-ramming
Impact ramming is een van de sleufloze technieken die gebruikt wordt om zogenaamde kleine infrastructuur (zoals leidingen en kabels) aan te leggen onder de grond.
Er wordt bij deze sleufloze pneumatische techniek gebruikgemaakt van een horizontaal "heiblok". Een bodempersluchtraket duwt de aan te leggen leiding voor zich uit door de grond. De raket bestaat uit een stalen cilinder in de vorm van een torpedo, waarin zich een zuiger bevindt. Deze zuiger slaat met kracht tegen een aambeeld voor in de cilinder. De raket en cilinder worden steeds een stuk naar voren bewogen door de stootkracht tegen de cilinder. Hierna wordt de zuiger weer teruggetrokken en het proces herhaalt zich. Door de wrijving tussen omringende grond en cilinder blijft de raket hierbij op zijn plaats.
Kenmerkend van deze techniek is de gevoeligheid voor afwijking en het alleen mogelijk zijn van een recht tracé. Een andere methode is impact-moling, waarbij de raket zich voor de cilinder bevindt.
Deze methode wordt veel gebruikt voor het inbrengen van mantelbuizen. De buis die wordt ingebracht kan bestaan uit één stuk of uit te koppelen elementen. De buis kan aan de voorzijde zowel open als dicht zijn. Bij de open variant wordt de grond verwijderd na het doorvoeren van de buis. In lange leidingen wordt grond meestal weggedrukt met perslucht of weggespoeld met hogedrukwaterstralen.
Met deze methode kunnen leidingen aangelegd worden met een diameter van maximaal 1,4 meter. Bij gesloten voorzijde vindt er grondverdringing plaats. Dan is de maximale diameter beperkt tot slechts 0,15 meter in verband met gevaar van oppersing.